# Secret Affair
Secret Affair est un groupe anglais de revival mod, power-pop et soul formé en 1978 et dissous en 1982. Ils se sont réformés pour se produire et enregistrer dans les années 2000 .

## Carrière

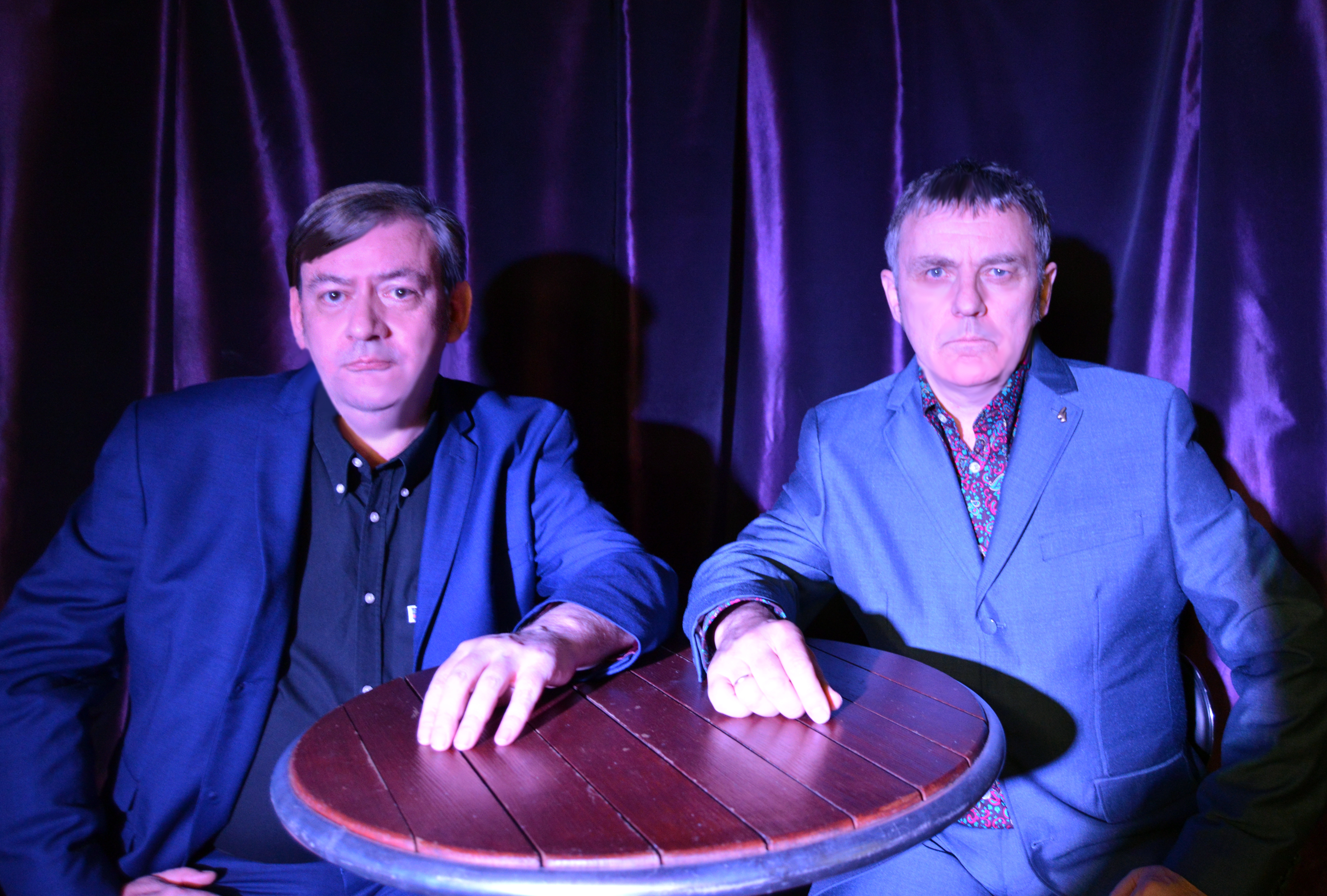
Ian Page et David Cairns de Secret Affair

Formé après la disparition du groupe de power pop New Hearts, signé par CBS Records , le chanteur Ian Page et le guitariste David Cairns ont passé la seconde moitié de 1978 à écrire des chansons qui formeront la base des deux premiers albums de Secret Affair.
Après avoir passé janvier 1979 à faire des démos de chansons, Page et Cairns ont fait appel aux services du bassiste Dennis Smith du groupe de power pop Advertising et du batteur des Young Bucks Seb Shelton . Le saxophoniste Dave Winthrop, qui jouait à l'origine avec le groupe en tant que musicien de session, rejoindra le groupe en tant que membre à temps plein plus tard dans l'année.
Après la disparition du groupe en 1982, Cairns a formé un groupe appelé Flag, avec Archie Brown, du groupe The Bureau, et a signé un contrat d'enregistrement aux États-Unis. Il a ensuite fait équipe avec le chanteur écossais Alan King dans Walk on Fire, écrivant la majorité des morceaux du groupe et jouant des claviers lors de tournées. En signant avec MCA aux États-Unis, le groupe a sorti l'album Blind Faith en 1990 et a tourné avec Foreigner, Nils Lofgren et Dan Reed Network, avant que Cairns ne rejoigne Gibson Guitars USA en tant que directeur des projets spéciaux et des événements. Page a sorti deux singles en solo avant de quitter l'industrie musicale. Après avoir quitté le groupe fin 1980, le batteur Seb Shelton a notamment rejoint les Dexys Midnight Runners de Kevin Rowland et a connu le succès avec eux entre 1980 et 1982.

## Reformation
En juin 2002, Page, Cairns, Smith, Bultitude et Winthrop se reforment pour trois concerts, dont une performance au Shepherd's Bush Empire de Londres. Ils sont revenus en juin de l'année suivante, jouant à la Scala à Islington pour promouvoir la sortie de Time For Action: The Anthology ( Sanctuary ), une rétrospective majeure sur CD de succès, de raretés et de morceaux inédits. Le concert a été filmé et sorti en DVD.
En 2006, Page et Cairns ont tenté de pacifier leur relation parfois conflictuelle et ont commencé à travailler sur un quatrième album de Secret Affair, enregistrant cinq nouvelles chansons pour Peer Music . L'album reste inachevé, mais en 2010, Captain Mod Records a sorti Secret Affair, The Singles Collection qui comprenait deux des morceaux de Peer Music, "Soho Dreams" et "Land of Hope".
Page et Cairns ont reformé Secret Affair en tant que groupe de tournée avec un nouveau line-up. En 2009, ils ont joué régulièrement au Royaume-Uni et au-delà, ayant donné leurs tout premiers concerts à Dublin, Madrid, Moscou et Tokyo .
En juillet 2011, Secret Affair a réenregistré "Time For Action" pour Save The Children. Ces derniers ont mené leur campagne pour les aprofessionnels de santé dans les pays pauvres, et plus de 42 000 personnes ont signé la pétition au Royaume-Uni qui a été remise à David Cameron en septembre 2011, ce qui a permis de financer la cause entérinée et approuvée par les Nations Unies .
Le 5 décembre 2011, Dave Cairns est apparu en tant qu'invité dans l' émission de BBC Two, Never Mind The Buzzcocks .
Secret Affair a sorti son quatrième album studio, Soho Dreams après une absence de 30 ans sur leur label, I-SPY Records, le 10 septembre 2012, distribué par Code7/Plastic Head et soutenu par une tournée britannique de 13 dates se terminant au 229 Club, Londres, le 24 novembre. Le groupe continue sa tournée tout au long de 2013 et présente son spectacle de fin d'année au Islington Assembly Hall, le 7 décembre.
Le 5 septembre 2014, Secret Affair commence sa tournée britannique du 35e anniversaire à Gloucester au Guildhall, suivi de Stockton on Tees et se termine à Manchester au lieu de Band on the Wall, le 13 décembre 2014, célébrant la sortie de 1979 de leur premier album, Glory Boys . En novembre de la même année, Sony/BMG/Captain Mod Records publient Est 1979 ; Coffret The Secret Affair 35th Anniversary comprenant les quatre albums de 1979 à nos jours. En août 2016, I-SPY Records a sorti la reprise de Secret Affair du classique de la soul nordique " Do I Love You (Indeed I Do) " sur vinyle 7 pouces uniquement. En septembre de la même année, le groupe est apparu sur Vintage TV, épisode 28, jouant en concert trois morceaux, " Do I Love You' (Indeed I Do) ", " I Don't Need No Doctor " et " My World ".
Secret Affair a célébré son 40e anniversaire en 2019, avec une tournée de 14 dates en avril et mai au Royaume-Uni.

## Membres du groupe
| Current members - Ian Page - vocals (1979-1982, 2002–present) - David Cairns - guitars (1979-1982, 2002–present) | Former members - Dave Winthrop - saxophone (1979-1982, 2002-2008) - Dennis Smith - bass (1979-1982, 2002-2003) - Chris Bennett - drums (1979) - Seb Shelton - drums (1979–1980) - Paul Bultitude - drums (1980-1982, 2002-2003) - Simon Hanson Drums on 5 tracks on the 2012 'Soho Dreams' album. |

| Current touring musicians - Steve Rinaldi - trombone (2006–present) - Russ Baxter - drums (2008–present) - Ed Pearson - bass (2011–present) - Stevie Watts - Hammond Organ (2016–present) - John O'Neill - Saxophone (2015–present) - Tim Pannell - trumpet (2012–present) | Former touring musicians - Andy Brush - saxophone (2008–2012) - Martyn Blagden - trumpet (2008–2012) - Sean Kelly - bass (2008–2011) - Bryn Barkham - hammond organ (2009–2011) - Stephen Wilcock saxophone (2012–2015) - Andy Fairclough - Hammond Organ (2011–2016) |

## Discographie

### Albums

#### Albums studios
- Glory Boys (1979) – Royaume-Uni # 41
- Behind Closed Doors (1980) – Royaume-Uni #48
- Business as Usual (1982) – Royaume-Uni #84 [5]
- Soho Dreams (2012)

#### Albums live
- Live at the Bridge (1999)
- Time for Action (2012)

- Vivre au pont (1999)
- Il est temps d'agir (2012)

#### Albums de compilation
- Time for Action – The Very Best Of (1997)
- Time for Action – The Anthology (2003)
- Mod Singles Collection (2010)
- 35th Anniversary Box Set (2014)

- Temps pour l'action - Le meilleur de (1997)
- L'heure de l'action - L'anthologie (2003)
- Mod Singles Collection (2010)
- Coffret 35e anniversaire (2014)

### Singles
| Année                                                        | Single                                          | Meilleur classement | Meilleur classement | Album               |
| Année                                                        | Single                                          | IRE                 | UK                  | Album               |
| ------------------------------------------------------------ | ----------------------------------------------- | ------------------- | ------------------- | ------------------- |
| 1979                                                         | "Time for Action"                               | 13                  | 13                  | Glory Boys          |
| 1979                                                         | "Let Your Heart Dance"                          | —                   | 32                  | Glory Boys          |
| 1980                                                         | "My World"                                      | —                   | 16                  | Behind Closed Doors |
| 1980                                                         | "Sound of Confusion"                            | —                   | 45                  | Behind Closed Doors |
| 1981                                                         | "Do You Know"                                   | —                   | 57                  | Business as Usual   |
| 1982                                                         | "Lost in the Night (Mack the Knife)"            | —                   | —                   | Business as Usual   |
| 2013                                                         | "All the Rage" (Promo release)                  | —                   | —                   | Soho Dreams         |
| 2016                                                         | "Do I Love You (Indeed I Do)" (Limited release) | —                   | —                   | Non-album single    |
| "—" denotes releases that did not chart or were not released |                                                 |                     |                     |                     |

## Voir également
- Capitaine Oi ! Records

## Autres sources
- Notes des pochettes des rééditions CD de Glory Boys, Behind Closed Door et Business As Usual, par Chris Hunt